# Atlas (film)
Atlas is een Amerikaanse dramafilm uit 1961 onder regie van Roger Corman. 

## Verhaal
Koning Proximates wil de stad van koning Telektos veroveren. Omdat hun legers uitgeput zijn, besluiten de beide koningen één held uit te vaardigen, die tot der dood zal vechten. Koning Proximates overtuigt Atlas om te vechten voor hem. Atlas ontdekt al spoedig dat de koning kwaad in de zin heeft.

## Rolverdeling
| Acteur              | Personage       |
| ------------------- | --------------- |
| Michael Forest      | Atlas           |
| Barboura Morris     | Candia          |
| Frank Wolff         | Proximates      |
| Walter Maslow       | Garnis          |
| Andreas Filippides  | Koning Telektos |
| Christos Exarchos   | Prins Indros    |
| Theodoros Dimitriou | Generaal Gallus |
| Miranda Kounelaki   | Arione          |